# Pushpadanta

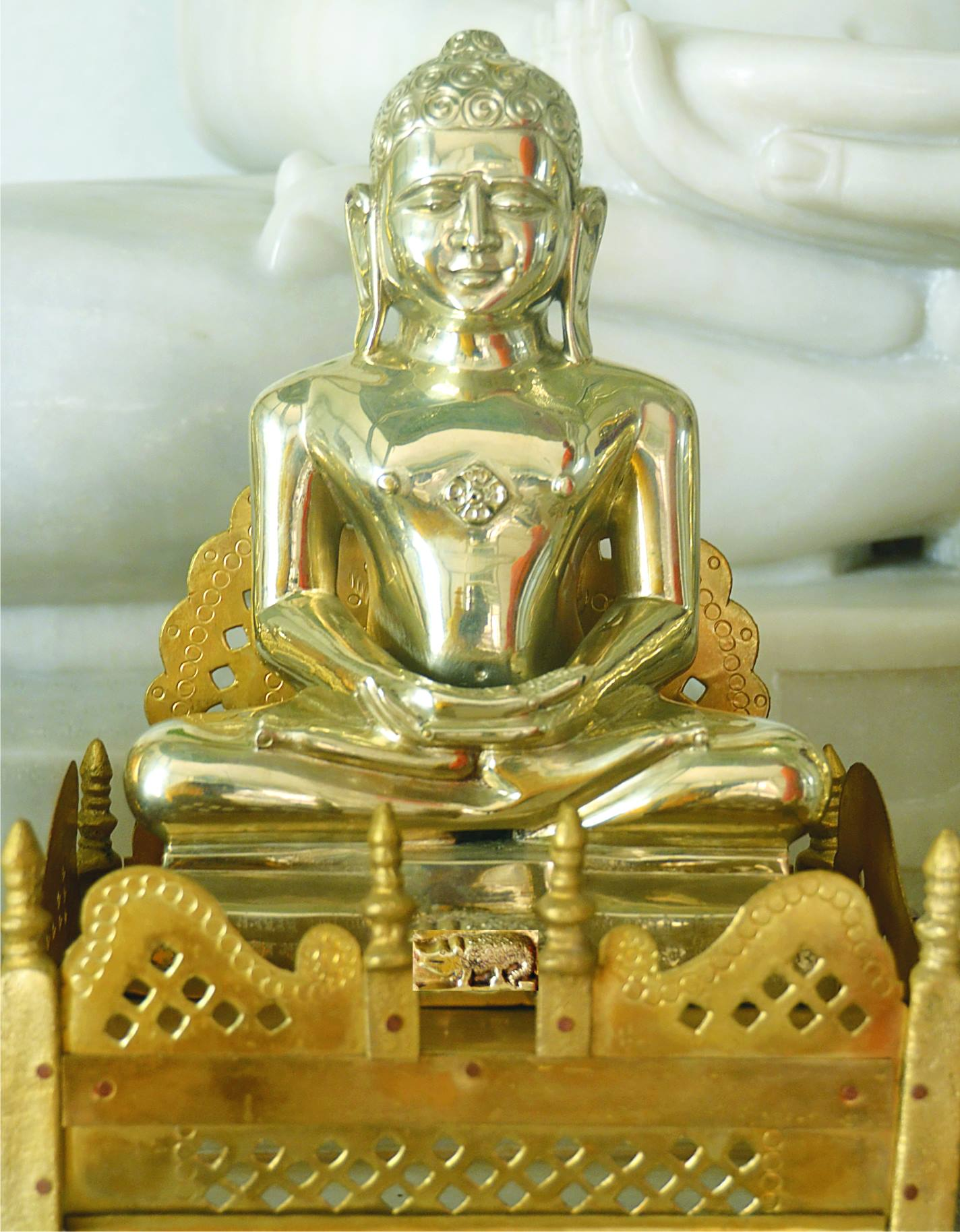
Tirthankara Pushpadanta

Pushpadanta (IAST: Puṣpadanta) appelé aussi Suvidhinatha ou Suvidhi est le neuvième Tirthankara, le neuvième Maître éveillé du jaïnisme. Il est né à Kakandi aujourd'hui un village dénommé Khukhundoo (en) dans l'Uttar Pradesh, en Inde. Ses parents étaient roi et reine. Suvidhi a atteint l'omniscience au Mont Sammeda dans le Jharkhand. Son symbole est le crocodile.